# Poelau (Maliubu)
Poelau ist ein osttimoresischer Ort im Suco Maliubu (Verwaltungsamt Bobonaro, Gemeinde Bobonaro). Das Dorf liegt im Norden der Aldeia Atu Lara, auf einer Meereshöhe von 788 m. Südöstlich befindet sich das Nachbardorf Atu Lara.
Poelau verfügt über eine Grundschule.